# País Basco

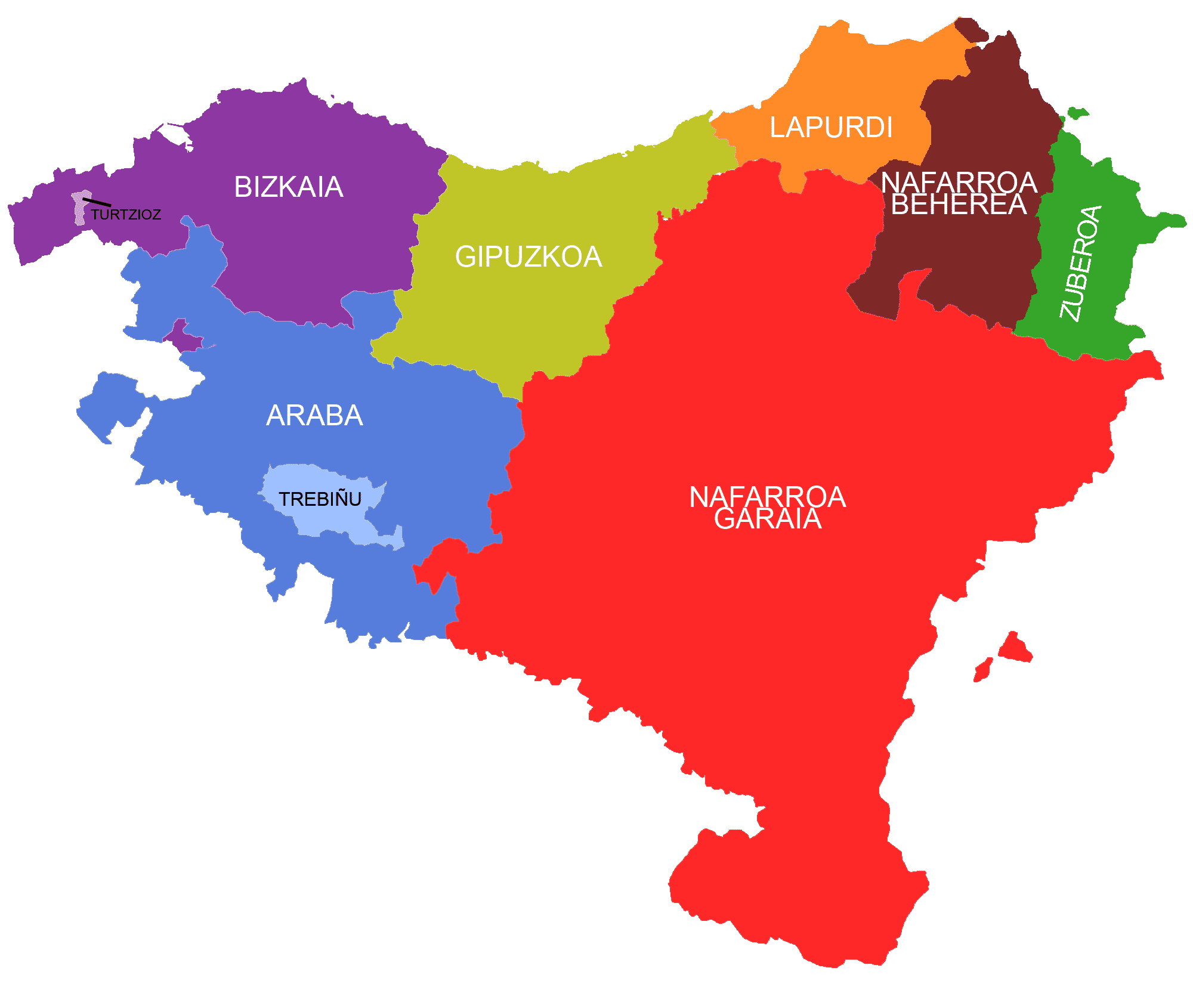
Mapa das regiões do País Basco

O País Basco (em basco: Euskal Herria; em castelhano: Vasconia ou País Vasco; em francês: Pays basque) é a região histórico-cultural em que residem os bascos (ou falantes de língua basca), localizada no extremo norte da Espanha e no extremo sudoeste da França, cortada pela cadeia montanhosa dos Pirenéus e banhada pelo golfo da Biscaia. Compreende as comunidades autônomas do País Basco e Navarra, na Espanha, e Iparralde, na França.
Mesmo que não sejam necessariamente sinônimos, o conceito de um espaço cultural basco único, que abrange diversas regiões e países, tem sido estreitamente associada desde o seu início com a política do nacionalismo basco. Como tal, a região é considerada a residência do euskaldunak (povo basco), sua língua, cultura e tradições. Contudo, a região não é nem cultural nem linguisticamente homogênea.
A região basca tem uma cultura própria, sobretudo pela língua, o euskara, e sustenta um movimento nacionalista desde fins do século XIX. A campanha dos grupos radicais pela independência cresce com a fundação, em 1959, do grupo separatista ETA (considerado como organização terrorista por vários governos mundiais), em plena ditadura de Francisco Franco (g.  1939–1975). Com a constituição espanhola de 1978, o País Basco espanhol conquistou um alto grau de autonomia, e a maior parte do movimento depõe armas, criando partidos legais. Os remanescentes da ETA, porém, decidem continuar a sua luta, utilizando a violência como meio de coação e intimidação.

## Etimologia
A palavra basco, em português, assim como as palavras basque, em francês, basco, em gascão, e vasco, em espanhol, deriva do latim vasco (plural: vascones). Essa palavra tem um significado desconhecido, mas acredita-se que proceda de uma raiz basca e aquitaniana, usada por esses povos para se autodenominar. Esta raiz é eusk, pronunciada /ewsk/, que é realmente próxima do latim /wasko/. Havia também um povo aquitaniano a que os romanos chamavam Auscii (pronunciado /awski/ em latim), e que parece proceder da mesma raiz.

## Território
Desde o Paleolítico a região tem sido influenciada por diversos povos: celtas, romanos, francos, visigodos, árabes, castelhanos e ingleses. Atualmente, o País Basco recebe a influência do resto da Espanha e da França. Entretanto, o povo manteve sua identidade cultural, incluindo a língua basca.
Domínio romano
O noroeste da Península Ibérica, incluindo o território basco, foi alcançado pelos romanos sob a liderança do general Pompeu, mas o domínio não foi consolidado até a época do imperador Augusto. À época do domínio romano, o território das tribos bascas incluía todos os Pirenéus, desde o Golfo da Biscaia até o mar Mediterrâneo.[carece de fontes?]
Invasões bárbaras
A história do País Basco torna-se novamente obscura com a chegada dos povos germânicos e o colapso do Império Romano do Ocidente. Provavelmente foram os suevos que atravessaram pela primeira vez os Pirenéus ocidentais, em 409.
Fronteiras atuais
A reivindicação moderna para a extensão do País Basco, cunhado no século XIX, é de sete regiões tradicionais. Alguns bascos referem-se às sete regiões coletivamente como Zazpiak Bat (em basco: Zazpiak Bat; romaniz.: lit. "As Sete [são] Uma").

### País Basco Espanhol

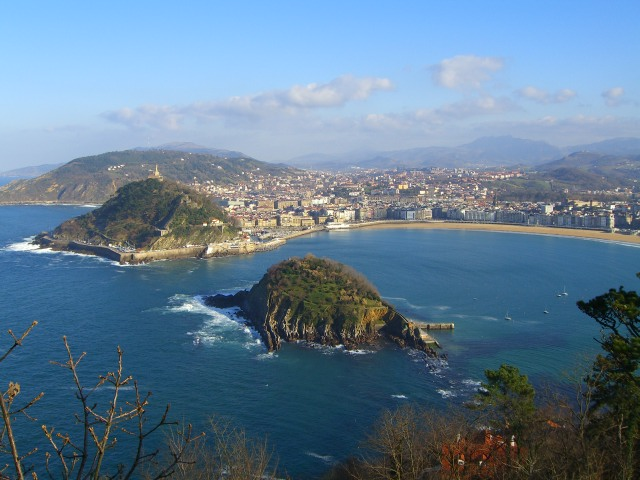
San Sebastián, ou Donostia na língua basca

O País Basco Espanhol (em castelhano: País Vasco y Navarra; em basco: Hegoalde) inclui duas regiões principais: a Comunidade Autônoma do País Basco (com capital em Vitoria-Gasteiz) e a Comunidade Foral de Navarra (com capital em Pamplona).
A Comunidade Autônoma do País Basco (7 234 km²) é composta por três províncias, especificamente designados "territórios históricos":
- Álava (capital: Vitoria-Gasteiz)
- Biscaia (capital: Bilbau)
- Guipúscoa (capital: San Sebastián-Donostia)

Além disso, algumas fontes consideram dois enclaves como parte da Comunidade Autónoma Basca:
- Enclave de Treviño (280 km²),[5] um enclave castelhano em Álava
- Valle de Villaverde (20 km²), um enclave cantabriano na Biscaia.

## História
Diversas hipóteses afirmam que já na Pré-história os bascos, ou diferentes tribos que falavam línguas muito similares com o atual Euskara, já habitavam as terras que hoje compõem Euskal Herria.
Já no princípio do século XIX, o escritor e pesquisador Juan Antonio Moguel expusera em seu livro Historia y geografía de España ilustrada desde el idioma vascuence — um estudo da etimologia dos topônimos da Península Ibérica tomando por base o idioma basco — que os antigos habitantes da Ibéria falavam línguas da mesma família à qual pertence o basco atual, corroborando com seu contemporâneo o cientista alemão Wilhelm von Humboldt.
Segundo os historiadores romanos Estrabão, Plínio, o Velho, Mela, Lucio Floro e Sílio Itálico a zona estava habitada em tempos pré-romanos por diversas tribos cujo idioma é desconhecido.

Mapa cronológico que mostra o desenvolvimento da língua basca

A romanização foi forte nestas terras. Há testemunhos desta romanização em cidades importantes e restos de importantes minas de ferro ou outras indústrias.
A queda do Império Romano deu passo aos assentamentos e posteriores reinos visigodos e francos e a implantação por parte dos francos do Ducado de Vascónia na França.
Em 778, teve lugar a Batalha de Roncesvalles onde algumas teorias sustentam que foram os bascos os que derrotaram a retaguarda do exército de Carlos Magno. No século IX, se estabelece o Reino de Pamplona, vassalo do Al-Andalus muçulmano, que no século seguinte se declararia completamente independente.
Com Sancho III (o Grande; 1004–1035), o Reino de Nájera-Pamplona alcança sua maior extensão territorial, abarcando todo o terço norte peninsular. Pode-se dizer que Sancho III realizou o primeiro Império Hispânico e foi denominado Rex Íberícus e Rex Navarrae Híspaníarum.
Depois da morte de Sancho III em 1035 se reparte seu reino entre seus filhos estabelecendo-se a nova estrutura política do século XII com os Reinos de Navarra, Aragão e Castela.
Entre 1076 e 1134, o Reino de Nájera-Pamplona está incorporado na coroa aragonesa da qual se separa no reinado de Garcia Ramires.
No de Sancho VI de Navarra, (o Sábio) (1150–1194), passa a chamar-se Reino de Navarra e segue a perda territorial: no ano 1200, durante o reinado de Sancho VII de Navarra (1194–1234), perde os atuais territórios de Álava, Guipúscoa e o Duranguesado, que são anexados pelo monarca castelhano.
Navarra, separada já dos outros territórios peninsulares de Euskal Herria, vê-se obrigada a orientar sua política de expansão desde o norte e leste, territórios franceses de Ultrapuertos (Baixa Navarra), e a franja fronteiriça com Aragão.
A pressão de Castela e de Aragão desde que, buscando a sobrevivência do reino, a morte de Sancho VII de Navarra em 1234 sem descendência, esteve entre a órbita da França com a instalação da casa de Champanha (1234–1274) e, posteriormente, dos Capetos (1274–1328). A Dinastia de Evreux (1328–1425) inaugura uma etapa de interessantes relações peninsulares e europeias, sobretudo com Carlos II. Carlos III, o Nobre (1387–1425) destaca-se pela prosperidade material e cultural que se conseguiu.
Entre 1512 e 1524, aconteceu a Guerra dos Doze Anos, na qual a Coroa de Castela anexou Navarra. Em 1515, pelo Tratado de Burgos, Navarra se anexa à Coroa de Castela como resultado da conclusão da guerra entre navarros, que alguns consideram como invasão castelhana. Anos depois, Foix tentou recuperar Alta Navarra (o território navarro ao sul dos Pirenéus) sem sucesso.
O Reino de Navarra sob domínio da Casa de Foix se reduziu aos territórios ao norte dos Pirenéus (Baixa Navarra e Labourd). Em 1594, Henrique de Navarra foi coroado rei da França, sendo o primeiro Bourbon que chega ao trono francês.
Durante muito tempo, as províncias bascas conservaram suas leis tradicionais, que não foram abolidas pelos reis espanhóis e franceses.
A situação mudou com a Revolução Francesa. Nos territórios franceses, ao norte dos Pirenéus as leis foram modificadas imediatamente.
No final do século XIX, criaram-se fortes tensões pela contínua imigração de pessoas que iam trabalhar na próspera indústria de Bilbau e arredores. Foi então que Sabino Arana modificou a definição de Euskal Herria para definir a quem ele considerava nativos e o território a qual lhes pertencia.
A definição de Hegoalde (no sul) ou Iparralde (no norte) tem sido amplamente utilizada.

## Movimentos autonomistas e independentistas
Há em todo o País Basco diversas organizações que buscam a maior autonomia e até mesmo a independência política do país basco, como o Partido Nacionalista Basco, Eusko Alkartasuna, Esker Batua, Aralar, Herritarren Zerrenda, Herri Batasuna, Euskal Heritarrok, entres outros.
Tanto Herri Batasuna como Euskal Heritarrok foram declarados ilegais pela Justiça espanhola por supostas ligações com o grupo terrorrista Euskadi Ta Askatasuna, a ETA.

### Fim do cessar-fogo
Após catorze meses de trégua, o grupo anuncia em novembro de 1999 a retomada da luta armada e em janeiro de 2000 mata um militar. A ação provoca protestos em todo o país, o que leva a uma manifestação de 1 milhão de pessoas em Madrid. Em setembro, já são treze o número de mortos nos atentados.
A acirrada reprovação popular aos atentados leva o grupo ao maior isolamento de sua história, o que motiva a declaração da trégua, em setembro de 1998. Em 1999, no entanto, o ETA exige a transferência de seiscentos ativistas para presídios no País Basco e um referendo sobre a independência. O governo rejeita e o ETA põe fim ao cessar-fogo.
Em junho de 2006 autoridades do ETA fazem uma declaração em vídeo e a enviam ao canal espanhol TVE onde é anunciada a renúncia ao movimento armado. O cessar-fogo permanente acontece na região desde que o governo espanhol concordasse com o início de discussões pacíficas sobre o aumento da autonomia e uma possível independência do País Basco, apesar do cessar-fogo as discussões ainda não foram iniciadas oficialmente.

### Atentado em Madrid
No dia 30 de dezembro de 2006 o ETA provocou a explosão de um carro-bomba, num piso de estacionamento do moderno Terminal 4, do aeroporto de Barajas, em Madrid. As autoridades espanholas receberam avisos da organização ETA com duas horas de antecedência (a bomba foi deflagrada às 9h01, no horário local). As autoridades conseguiram evacuar, a tempo, o local. Acredita-se que vinte mil pessoas ocupavam as instalações do terminal aéreo. O tráfego aéreo ficou suspenso durante um dos dias mais agitados do ano nos aeroportos da região. Dezenas de pessoas ficaram feridas e dois equatorianos faleceram. Este terminal viria a ser reinaugurado em setembro de 2007.

### Fim das ações armadas
No dia 5 de setembro de 2010, o grupo anunciou, por meio do jornal basco "Gara", o fim dos ataques armados por tempo indeterminado, embora não esteja claro se temporariamente ou permanentemente. De acordo com o diário espanhol El País, em um vídeo enviado pelo grupo à BBC os integrantes anunciaram que o grupo não realizará mais ações armadas e que esta decisão foi tomada há meses para seguir um caminho democrático. O governo Basco considerou insuficiente e ambígua a notícia anunciada pelo grupo, uma vez que este não esclareceu se o fim é definitivo, considerando suas outras promessas de cessar-fogo não cumpridas.
Enfim, no dia 10 de janeiro de 2011, o ETA confirmou um cessar-fogo permanente e geral, a ser verificado pela comunidade internacional, ao mesmo tempo em que reafirmou o direito do País Basco à independência e a ser formalmente reconhecido. No entanto, enfatizou que esse processo deve ocorrer por vias democráticas, usando o diálogo e a negociação como ferramentas para alcançar seus objetivos. Não houve comentários imediatos do governo espanhol, mas observadores internacionais continuam céticos sobre as intenções do grupo, dada a sua história de retomar ações armadas em ocasiões anteriores.
O grupo separatista anunciou no dia 20 de outubro de 2011 que abandonou definitivamente a luta armada, segundo comunicado divulgado pelo jornal "Gara", canal habitual dos comunicados do grupo.
"O ETA acaba de anunciar que 'decidiu pelo fim definitivo de sua atividade armada, disse o jornal basco "Gara", citando um comunicado do grupo.
O premiê da Espanha, José Luis Rodríguez Zapatero, afirmou que o anúncio é uma "vitória da democracia".

## Cultura

### Esportes

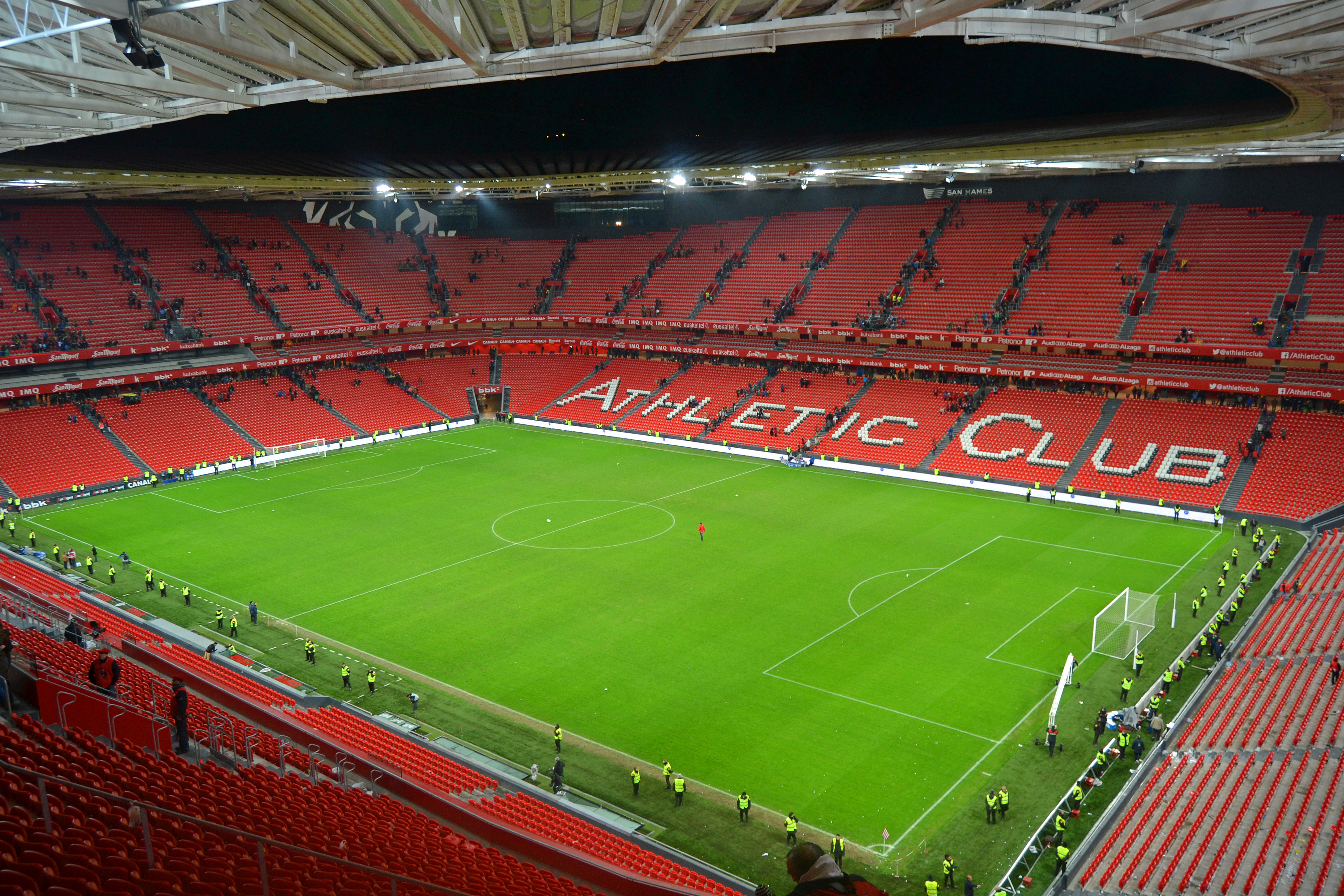
Estádio de San Mamés em Bilbau

O principal esporte no País Basco, como no resto da Espanha e em grande parte da França, é o futebol. As principais equipes — Athletic Bilbao, Real Sociedad, Club Atlético Osasuna, SD Eibar, Deportivo Alavés, Real Unión e Barakaldo Club de Fútbol jogam nas ligas espanholas. O Athletic Bilbao tem a política de contratar apenas jogadores bascos, aplicados com flexibilidade variável. O rival local Real Sociedad costumava praticar a mesma política, até contratar o atacante irlandês John Aldridge no final dos anos 80. Desde então, a Real Sociedad teve muitos jogadores estrangeiros. A política do Athletic não se aplica aos treinadores.
O futebolista basco mais conhecido de todos os tempos é possivelmente o goleiro Andoni Zubizarreta, que detém o recorde de participações em La Liga com 622 jogos e conquistou seis títulos da liga e uma Copa da Europa. Outros jogadores famosos são Xabi Alonso, Mikel Arteta, Javi Martínez, Iker Muniain, César Azpilicueta, Asier Illarramendi, Andoni Iraola, Aritz Aduriz e Ander Herrera. Tanto o Athletic quanto a Real Sociedad venceram a liga espanhola, inclusive dominando a competição no início dos anos 80, com o último título conquistado por um clube basco sendo o título do Athletic em 1984.
O território possui uma equipe nacional não oficial que joga amistosos ocasionais, mas não partidas competitivas contra equipes nacionais convencionais. Navarra tem seu próprio lado representativo, que se reúne raramente.
No norte, o rugby é outro esporte popular da comunidade basca. Em Biarritz, o clube local é o Biarritz Olympique Pays Basque, o nome que faz referência à herança basca do clube. Eles vestem vermelho, branco e verde, e os torcedores acenam com a bandeira basca nas arquibancadas. Vários jogos em casa disputados pelo Biarritz Olympique na Campeonato Europeu de Rugby foram realizados no Estádio Anoeta, em San Sebastián. Aviron Bayonnais é outro clube da união de rugby de primeira linha com laços bascos.